# Munchkin (jogo)
Munchkin é um jogo com cartas para 3 a 6 participantes. Criado nos Estados Unidos por Steve Jackson (o criador do GURPS) e ilustrado por John Kovalic (criador das tiras Dork Tower). Munchkin foi lançado no Brasil durante o XIV EIRPG, que ocorreu nos dias 1 e 2 de julho de 2006. Nesta brincadeira, os participantes devem fazer acordos entre si para poderem ajudar, atrapalhar e até trapacear uns aos outros.

## Prêmios
O jogo venceu o Origins Award do ano de 2001 na categoria card game.